# Батидрако
Батидрако, или глубоководные плосконосики, или антарктические плосконосы (лат. Bathydraco), — род антарктических донных рыб семейства батидраковых (Bathydraconidae) подотряда нототениевидных (Notothenioidei). Представители рода распространены в Южном океане, окружающем Антарктиду. Длина тела составляет от 17 до 25 см. Латинское название рода происходит от двух греческих слов — «глубокий» (греч. βαθύς) и «дракон» (δράκων) и характеризует большую глубину обитания и необычный внешний вид рыб рода Bathydraco, выделяющихся своей уплощённой головой с длинным рылом и большим ртом.

## Классификация
На декабрь 2018 года в род включают 5 видов:
- Bathydraco antarcticus Günther, 1878 — Антарктический плосконос, или антарктический батидрако, или антарктический плосконосик
- Bathydraco joannae DeWitt, 1985 — Батидрако Иоанны, или плосконос Жанны
- Bathydraco macrolepis Boulenger, 1907 — Крупночешуйный плосконосик, или крупночешуйчатый плосконос
- Bathydraco marri Norman, 1938 — Плосконосик Марра, или плосконос Марра
- Bathydraco scotiae Dollo, 1906 — Скошский плосконосик, или южногеоргианский плосконосик, или полулинейгый плосконос, или плосконос Скоша